# Hohenweiler
Hohenweiler är en ort och kommun i distriktet Bregenz i förbundslandet Vorarlberg i Österrike. I väster och norr gränsar kommunen till Tyskland.